# Tetrops kuantaoshanensis
Tetrops kuantaoshanensis är en skalbaggsart som beskrevs av Chang 1978. Tetrops kuantaoshanensis ingår i släktet Tetrops och familjen långhorningar.
Artens utbredningsområde är Taiwan. Inga underarter finns listade i Catalogue of Life.